# Смородинка (Пишминський міський округ)
Сморо́динка (рос. Смородинка) — присілок у складі Пишминського міського округу Свердловської області.
Населення — 9 осіб (2010, 9 у 2002).
Національний склад станом на 2002 рік: казахи — 67 %, росіяни — 33 %.